# Tereza Delta
Tereza Delta, född 2 november 1919 i São Paulo, död 6 augusti 1993 i São Bernardo do Campo, var en brasiliansk politiker och en av de första kvinnorna i Brasilien som valdes till borgmästare, 1947. Hon blev hedrad för sin ledande roll i överhuset i São Bernardo do Campo.